# Monocykl elektryczny
Monocykl elektryczny – jednokołowy pojazd elektryczny wykorzystujący żyroskop i akcelerometr do sterowania napędzającym urządzenie silnikiem elektrycznym. Jednoślad. Monocykl elektryczny pierwotnie został zaprojektowany jako środek transportu jednej osoby na krótkich dystansach, głównie w terenach miejskich po dobrej jakości drogach dla pieszych (mikromobilność). Monocykl jest zasadniczo przeznaczony do jazdy w pozycji stojącej, jednakże w niektórych przypadkach możliwa jest jazda w pozycji siedzącej. Na ogół nie posiada kierownicy, kontrolera itp., chociaż istnieją modele z siodełkiem lub uchwytem w kształcie kierownicy, nie cieszące się jednak popularnością. Sterowanie odbywa się wyłącznie poprzez kontrolę balansu ciała i odpowiednie przenoszenie nacisku stóp kierującego na podnóżki. Utrzymanie równowagi w przód i tył wspomaga żyroskop elektroniczny wraz z elektroniką sterującą silnikiem. Za utrzymanie równowagi na boki odpowiada wyłącznie kierujący pojazdem.

## Budowa
Średnie wymiary urządzenia to 47 cm wysokości, 40 cm długości i 18 cm szerokości. Waży średnio od 8 do 24 kg. Korpus monocykla wykonany jest z odpornego na wysoką temperaturę, wytrzymałego mechanicznie tworzywa sztucznego. 
Na górze urządzenia znajduje się uchwyt (rączka) do transportu pojazdu, przycisk włączania / wyłączania, gniazdo ładowania i ewentualnie port USB. Istnieją modele, które posiadają ekran z wskaźnikiem ładowania czy przebiegu. Większość monocykli posiada z obu stron elastyczne nakładki (tzw. pady), które umożliwiają większą kontrolę nad pojazdem przyczyniając się do poprawy bezpieczeństwa. Po bokach monocykla zainstalowane są składane podnóżki (pedały), na których stoi kierujący. Główną częścią monocykla jest koło, składające się z osi, obręczy, opony, dętki itd. Obręcz koła stanowi integralną część napędzającego monocykl silnika BLDC (bezszczotkowy silnik prądu stałego). Wewnątrz obudowy osłaniającej koło znajdują się baterie i elektronika sterująca zabezpieczona przed uszkodzeniami mechanicznymi i warunkami atmosferycznymi (deszcz). Zdecydowana większość modeli umożliwia konfigurację i monitorowanie parametrów pracy za pomocą aplikacji zainstalowanej np. na smartfonie. Dodatkowo, niektóre modele wyposażone są w głośniki, umożliwiające bezprzewodowe połączenie w technologii Bluetooth.

## Zastosowanie
Monocykle elektryczne zostały pierwotnie stworzone do sprawnego przemieszczania się na niewielkie odległości (5 - 30 km), głównie w większych miastach, do czego stosuje się koła o wymiarach 14 i 16 cali. Istnieją również monocykle na kołach 18-calowych (i większych), które sprawniej poruszają się w terenach leśnych czy na drogach gruntowych. Monocykle są mniejsze od rowerów i z reguły szybsze, mogą także pokonywać wzniesienia o pochyleniu wzdłużnym przekraczającym 20 - 30°. W większości zastosowań monocykle elektryczne są używane do szybkiego dojazdu do pracy, ale coraz częściej znajdują także zastosowanie w sporcie, rekreacji i turystyce. W przeciwieństwie do deski żyroskopowej, elektryczny monocykl umożliwia pokonywanie niewysokich krawężników, poruszanie się po drogach o nierównej nawierzchni i bezdrożach.

## Nauka
Problem stworzenia samobalansującego monocyklu pozostającego w równowadze w trzech kierunkach jest obiektem badań w takich dziedzinach jak robotyka lub teoria sterowania. 
W pierwszej kolejności samobalansujący monocykl można traktować jako nieliniowy system kontroli. Istnieje wiele efektów wyższego rzędu zaangażowanych w modelowanie pełnego systemu. Sam obrót koła napędowego może zapewnić kontrolę tylko w jednym kierunku (przód i tył). Kontrola w innych kierunkach wymaga innych elementów wykonawczych takich, jak wahadła pomocnicze, koła reakcyjne czy żyroskop kontrolujący moment dołączony do głównego wahadła monocyklu.

## Najnowsze technologie
Od 2018 roku na rynku można zaobserwować rosnącą aktywność wśród producentów monocykli elektrycznych. Rozwój technologiczny sprawia, że elektryczne monocykle stają się coraz bardziej popularne na całym świecie, w tym także w Polsce. Najpopularniejsze marki to Ninebot, King Song, InMotion, Begode (dawniej Gotway) oraz Leaperkim (Veteran). Elektryczne monocykle cechuje duża różnorodność parametrów. Wśród nich są urządzenie o stosunkowo małej masie (poniżej 12 kg), modele o zasięgu ponad 100 km czy prędkości maksymalnej 70 km/h, wodoodporne i bardzo wytrzymałe. Coraz częściej standardowym wyposażeniem stają się bardzo przydatne światła do jazdy w nocy czy wysuwana rączka ułatwiająca transport urządzenia. Elektryczne monocykle wykorzystują hamowanie rekuperacyjne, dzięki czemu są w stanie odzyskiwać energię podczas hamowania lub zjazdu ze zbocza.

## Zasięg
Na rzeczywisty zasięg elektrycznego monocykla ma wpływ wiele czynników, takich jak masa kierującego, prędkość jazdy czy warunki atmosferyczne. W przypadku nowoczesnych urządzeń przejechanie jednego kilometra wymaga zużycia ok. 13 - 20 Wh energii elektrycznej brutto (licząc energię pobraną przez ładowarkę). Elektryczny monocykl mający koło o średnicy 18˝ i akumulator pojemności 1036 Wh oferuje realny zasięg przekraczający 60 km w przypadku kierującego o masie 80 kg poruszającego się z prędkością nie przekraczającą 25 km/h.

## Regulacje prawne w Polsce
Od 20 maja 2021 r. elektryczne monocykle są klasyfikowane jako urządzenia transportu osobistego, a ich ruch na drogach publicznych, w strefach zamieszkania i strefach ruchu podlega regulacjom ustawy Prawo o ruchu drogowym. Kierujący elektrycznym monocyklem jest obowiązany poruszać się z prędkością nie większą niż 20 km/h i korzystać z drogi dla rowerów, jeżeli jest ona wyznaczona dla kierunku, w którym się porusza lub zamierza skręcić. Kierujący elektrycznym monocyklem, korzystając z drogi dla rowerów i pieszych, jest obowiązany zachować szczególną ostrożność i ustępować pierwszeństwa pieszemu. Może on korzystać z chodnika lub drogi dla pieszych, gdy nie ma drogi dla rowerów. Jeżeli z nich korzysta, jest obowiązany jechać z prędkością zbliżoną do prędkości pieszego, zachować szczególną ostrożność, ustępować pierwszeństwa pieszemu oraz nie utrudniać jego ruchu. Kierowanie elektrycznym monocyklem przez osobę niepełnoletnią wymaga posiadania karty rowerowej, a dzieci w wieku do lat 10 mogą kierować elektrycznym monocyklem wyłącznie w strefie zamieszkania i pod opieką osoby dorosłej.